# Злыгостева (Верхотурский городской округ)
Злыгостева — деревня в Верхотурском городском округе Свердловской области, Россия.

## Географическое положение
Деревня Злыгостева муниципального образования «Верхотурский городской округ» расположена в 28 километрах (по автотрассе в 9 километрах) к юго-востоку от города Верхотурье, на левом берегу реки Салда (правого притока реки Тура), выше устья правого притока реки Пия.

## История
Деревня была основана в середине XVII века крестьянином Максимкой Злыгостевым.

## Население
{{население|Злыгостева (Верхотурский городской округ)